# Новосельковская улица
Новосельковская улица — улица в исторических районах Коломяги и Мартыновка Приморского административного района Санкт-Петербурга. Проходит от улицы Щербакова до улицы Маршала Новикова. Сквозной проезд отсутствует на участке от Репищевой улицы до дома 42.

## История
Существует с конца XIX — начала XX века. До середины XX века называлась Новосёлковской дорогой по деревне Новосёлки.
Часть Новосёлковской дороги вошла в состав Новоколомяжского проспекта (участок между Вербной улицей и улицей Щербакова).

## Пересечения
С юго-востока на северо-запад (по увеличению нумерации домов) Новосельковскую улицу пересекают следующие улицы:
- улица Щербакова — Новосельковская улица примыкает к ней;
- Эстонская улица — примыкание;
- Рябиновая улица — примыкание;
- Васильковая улица — примыкание;
- Репищева улица — примыкание[уточнить];
- улица Маршала Новикова — Новосельковская улица примыкает к ней.

## Транспорт
Ближайшие к Новосельковской улице станции метро — «Удельная» (около 1,7 км по прямой от начала улицы) и «Озерки» (около 1,9 км по прямой от начала улицы). Обе станции относятся к 2-й (Московско-Петроградской) линии.
Движение наземного общественного транспорта по улице отсутствует.
У примыкания Репищевой улицы к Новосельковской улице находится автобусное кольцо (маршруты № 38, 122, 134А, 134Б, 170, 172 и 208).
Ближайшие к улице остановочные пункты железной дороги — Озерки (около 1,25 км по прямой от примыкания Рябиновой улицы), Удельная (около 1,6 км по прямой от начала улицы) и Шувалово (кратчайшее расстояние по прямой — около 1,7 км).

## Общественно значимые объекты
- Северная трасса Малой Октябрьской железной дороги (у начала улицы);
- ОАО «Научно-производственное предприятие «Радар ММС» — дом 37, литера А[уточнить].